# Valu lui Traian
Valu lui Traian est une ville de Roumanie, dans le județ de Constanța.

## Démographie
Lors du recensement de 2011, 78,24 % de la population se déclarent roumains, 1,8 % comme roms, 1,58 % comme turcs et 9,8 % comme tatars (9,26 % ne déclarent pas d'appartenance ethnique et 0,29 % déclarent appartenir à une autre ethnie).

## Politique
| Parti | Parti                                                          | Sièges |
| ----- | -------------------------------------------------------------- | ------ |
|       | Parti social-démocrate (PSD)                                   | 2      |
|       | Parti national libéral (PNL)                                   | 13     |
|       | Parti Mouvement populaire (PMP)                                | 1      |
|       | Union démocrate des Tatars turco-musulmans de Roumanie (UDTTR) | 1      |